# ヴィトージー・ラーオ・ホールカル

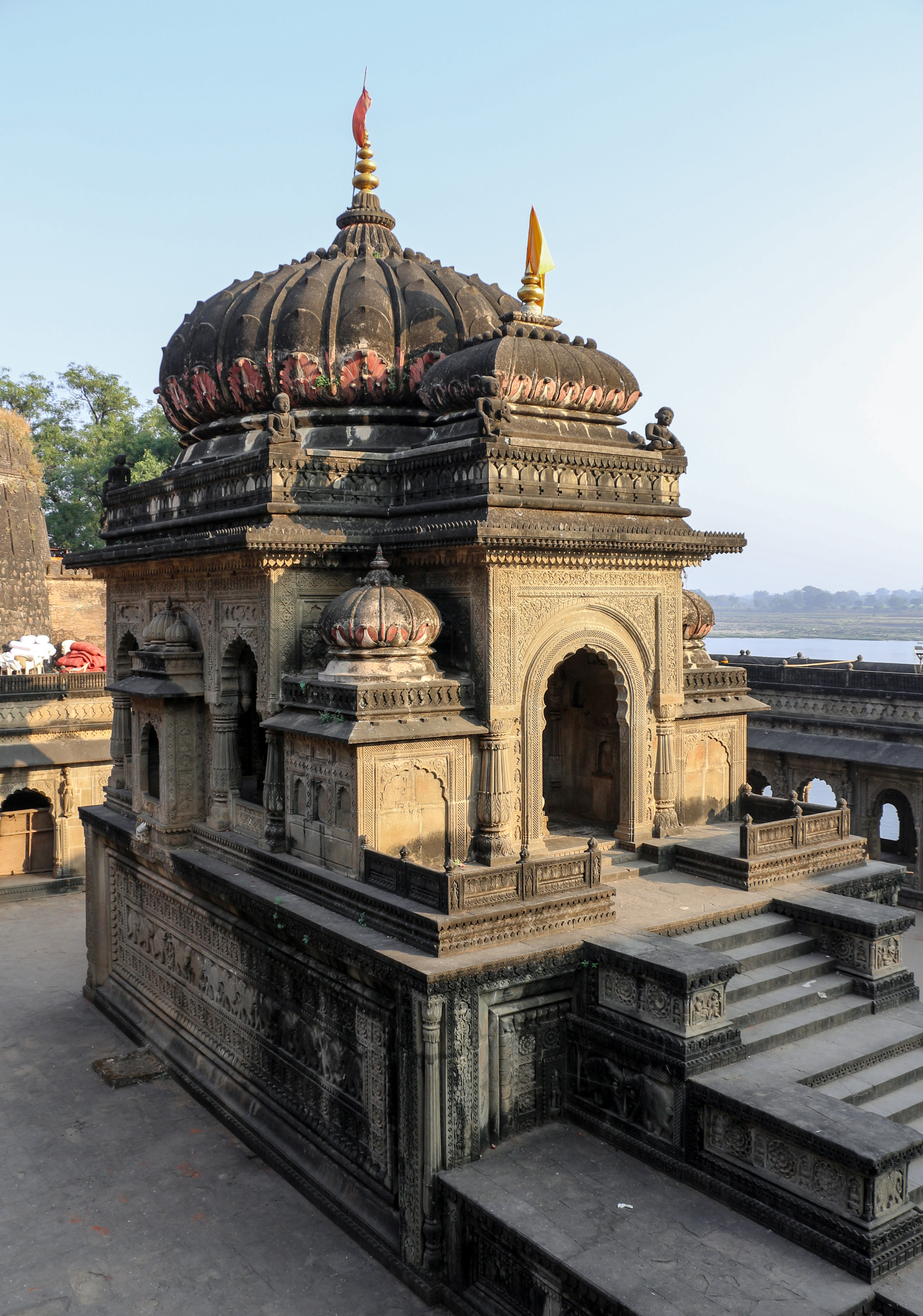
ヴィトージー・ラーオ・ホールカルの墓廟（マヘーシュワル）

ヴィトージー・ラーオ・ホールカル（Vithoji Rao Holkar, 1776年以降 - 1801年4月16日）は、インドのマラーター同盟、ホールカル家の一員。ハリ・ラーオ・ホールカルの父でもある。

## 生涯
1776年以降、ホールカル家の当主トゥコージー・ラーオ・ホールカルの息子として生まれた。
1797年1月29日、兄カーシー・ラーオ・ホールカルが父親から当主位をプネーで譲り受けると、兄ヤシュワント・ラーオ・ホールカルとともにマルハール・ラーオ・ホールカルを推し、とともにプネーに進撃した。
同年9月24日、ダウラト・ラーオ・シンディアの軍がマルハール・ラーオ・ホールカルをプネーで攻撃し、彼を殺害した。だが、ヤシュワント・ラーオとヴィトージー・ラーオはプネーを逃げることに成功し、前者はナーグプルへ、後者はコールハープルへとそれぞれ逃げた。
その後、ヴィトージーはマラーター王国の宰相領に襲撃をかけていた。だが、宰相バージー・ラーオ2世はバープー・ゴーカレーとバーラージー・クンジャルを派遣し、1801年4月にヴィトージーは捕えられ、プネーに連行された。
同年4月16日、ヴィトージーは象に踏みつぶさせられて処刑された。だが、その死は兄ヤシュワント・ラーオを激怒させ、これが第二次マラーター戦争の一因となった。